# Дюселдорфска художествена школа
Дюселдорфската художествена школа представлява група художници, които са преподавали или учили в Дюселдорфската художествена академия през 30-те и 40-те години на 19 век, когато ректор на Академията е Фридрих Вилхелм Шадов. Работата на Дюселдорфската школа се характеризира с детайлни и въпреки това чудновати пейзажи, често с вплетени в тях религиозни или алегорични истории. Водещи представители на школата защитават рисуването пленер и тенденцията да се използва палитра с относително омекотени и еднообразни цветове. Дюселдорфската школа произлиза от и е част от немското романтично движение. Видни членове на школата са фон Шадов, Карл Фридрих Лесинг, Йохан Вилхелм Ширмер, Андреас Ахендах, Ханс Гуде, Освалд Ахенбах и Адолф Шрьодер.
Дюселдорфската школа оказва значително влияние върху движението Хъдсън ривър в САЩ и много известни американски художници посещават Дюселдорфската академия и са изложени на влиянието на школата, включително Джордж Кейлъб Бингам, Дейвид Едуард Кронин, Ийстман Джонсън, Уортингтън Уитредж, Ричард Катън Удвил, Уилям Стенли Хейзълтин, Деймс Макдугъл Харт, Уилям Морис Хънт, както и немския емигрант Емануел Лойце. Алберт Бийрщат кандидатства, но не е приет. Неговият приятел Уорингтън Уитеридж става преподавател в Академията, докато е в Дюселдорф.

## Избрани художници
В периода 1819 – 1918 около 4000 художници са част от Дюселдорфската художествена школа, включително:
- Андреас Ахенбах (1815 – 1910)
- Освалд Ахенбах (1827 – 1905)
- Херман Аншуц (1802 – 1880)
- Петер Николай Арбо (1831 – 1892)
- Луис Ашер (1804 – 1878)
- Андреас Акеволд (1834 – 1900)
- Ханс фон Бартелс (1856 – 1913)
- Уилям Холбрук Биърд (1825 – 1900)
- Огъст Бекер (1821 – 1887)
- Якоб Бекер (1810 – 1872)
- Алберт Бийрщат (1830 – 1902)
- Петер Беренс (1868 – 1940)
- Гунар Берг (1863 – 1893)
- Джордж Кейлъб Бингам (1811 – 1879)
- Георг Блайбтрой (1828 – 1892)
- Арнолд Бьоклин (1827 – 1901)
- Оугъст Брумайс (1813 – 1881)
- Вилхелм Буш (1832 – 1908)
- Вилхелм Кампхаусен (1818 – 1885)
- Аугуст Капелен (1827 – 1852)
- Густаф Седерстрьом (1845 – 1933)
- Фани Курберг (1845 – 1892)
- Петер фон Корнелиус (1784 – 1867)
- Георг Хайнрих Крола (1804 – 1879)
- Дейвид Едуард Кронин (1839 – 1925)
- Ханс Дал (1849 – 1937)
- Антон Дитрих (1833 – 1904)
- Ойген Дюкер (1841 – 1916)
- Анселм Фойербах (1829 – 1880)
- Алберт Флам (1823 – 1906)
- Арнолд Форстам (1842 – ок. 1914)
- Санфорд Робинсън Гифорд (1823 – 1880)
- Ханс Гуде (1825 – 1903)
- Юджийн фон Герард (1811 – 1901)
- Джеймс Макдугъл Харт (1828 – 1901)
- Уилям Стенли Хейзълтин (1835 – 1900)
- Ларс Хертервиг (1830 – 1902)
- Херман Отомар Херцог (1832 – 1932)
- Теодор Хилдебранд (1804 – 1874)
- Робърт Александър Хилингфорд (1825 – 1904)
- Бернахрд Хьотгер (1874 – 1949)
- Адолфо Хохенщайн (1854 – 1928)
- Юлиус Хюбнер (1806 – 1882)
- Уилям Морис Хънт (1824 – 1879)
- Ото Хюп (1859 – 1949)
- Франц Итенбах (1813 – 1879)
- Ото Рейнхолд Якоби (1812 – 1901)
- Елизабет Йерихау-Бауман (189 – 1881)
- Ийстман Джонсън (1824 – 1906)
- Артур Кампф (1864 – 1950)
- Вилхелм фон Каулбах (1805 – 1874)
- Вилхелм Кейт (1838 – 1911)
- Лудвиг Наус (1829 – 1910)
- Юлиус Кронберг (1850 – 1921)
- Маркус Ларсон (1825 – 1864)
- Вилхелм Лембрук (1881 – 1919)
- Карл Лесинг (1808 – 1880)
- Емануел Лойце (1816 – 1868)
- Бруно Лилиефорс (1860 – 1939)
- Амалия Линдегрен (1814 – 1891)
- Джордж Лукс (1867 – 1933)
- Аугуст Маке (1887 – 1914)
- Аугуст Малстрьом (1829 – 1901)
- Гари Мелчърс (1860 – 1932)
- Йохан Георг Мейер (1813 – 1886)
- Хайнрих Мюке (1806 – 1891)
- Мортен Мюлер (1828 – 1911)
- Пол Мюлер-Каемпф (1861 – 1941)
- Махай Мункачи (1844 – 1900)
- Лудвиг Мюнте (1841 – 1896)
- Амандус Нилсен (1838 – 1932)
- Аделстен Норман (1848 – 1918)
- Йохан Вилхелм Ширмер (1807 – 1863)
- Юлиус Шрадер (1815 – 1900)
- Адолф Шрайер (1828 – 1899)
- Иван Шишкин (1832 – 1898)
- Карл Фердинанд Зон (1805 – 1867)
- Адолф Тидеманд (1814 – 1876)
- Хайнрих Фогелер (1872 – 1942)
- Алфред Уалберг (1834 – 1906)
- Едуард Артър Уолтън (1860 – 1922)
- Уортингтън Уитредж (1820 – 1910)
- Ричард Катън Удвил (1825 – 1855/56)
- Магнус фон Райт (1805 – 1868)
- Клеменс фон Цимерман (1788 – 1869)

|  | Тази страница частично или изцяло представлява превод на страницата Düsseldorf school of painting в Уикипедия на английски. Оригиналният текст, както и този превод, са защитени от Лиценза „Криейтив Комънс – Признание – Споделяне на споделеното“, а за съдържание, създадено преди юни 2009 година – от Лиценза за свободна документация на ГНУ. Прегледайте историята на редакциите на оригиналната страница, както и на преводната страница, за да видите списъка на съавторите. ВАЖНО: Този шаблон се отнася единствено до авторските права върху съдържанието на статията. Добавянето му не отменя изискването да се посочват конкретни източници на твърденията, които да бъдат благонадеждни. |